# Ștefan Strat
Ștefan Strat es un deportista rumano que compite en piragüismo en la modalidad de aguas tranquilas. Ganó una medalla de oro en el Campeonato Mundial de Piragüismo de 2015 y una medalla de plata en el Campeonato Europeo de Piragüismo de 2015, ambas en la prueba de C4 1000 m.

## Palmarés internacional
| Campeonato Mundial | Campeonato Mundial       | Campeonato Mundial | Campeonato Mundial |
| Año                | Lugar                    | Medalla            | Competición        |
| ------------------ | ------------------------ | ------------------ | ------------------ |
| 2015               | Milán (Italia)           | Medalla de oro     | C4 1000 m          |
| Campeonato Europeo |                          |                    |                    |
| Año                | Lugar                    | Medalla            | Competición        |
| 2015               | Račice (República Checa) | Medalla de plata   | C4 1000 m          |